# Gelis balcanicus
Gelis balcanicus är en stekelart som beskrevs av Horstmann 1993. Gelis balcanicus ingår i släktet Gelis och familjen brokparasitsteklar. Inga underarter finns listade i Catalogue of Life.